# John Eliot (6. hrabia St Germans)
John Granville Cornwallis Eliot (11 czerwca 1890 w Londynie - 22 marca 1922 we Wrangton) – brytyjski arystokrata, wojskowy i kierowca rajdowy, najstarszy syn Henry'ego Eliota, 5. hrabiego St Germans i Emily Harriett Labouchere, córki Henry'ego Labouchere'a, 1. barona Taunton.
Wykształcenie odebrał w St Peter Intra w Broadstairs (Kent) i Royal Military College w Sandhurst. W wojsku dosłużył się rangi kapitana 2. Pułku Dragonów Scots Greys. Walczył podczas I wojny światowej. Za postawę na polu bitwy został odznaczony Military Cross. Po śmierci ojca w 1911 r. odziedziczył tytuł hrabiego St Germans, uprawniający do zasiadania w Izbie Lordów.
11 czerwca 1918 r. w Londynie, poślubił lady Blanche Linnie Somerset (15 kwietnia 1897 – 30 sierpnia 1968), córkę Henry'ego Somerseta, 9. księcia Beaufort i Louise Emily Harford, córki Williama Henry'ego Harforda. John i Blanche mieli razem dwie córki:
- Rosemary Alexandra Eliot (26 lutego 1919 – 20 kwietnia 1963)
- Cathleen Blanche Eliot (29 lipca 1921 – 1994), żona Johna Beetona Seyfrieda, jej synem jest David Seyfried-Herbert, 19. baron Herbert

Pasją St Germansa były wyścigi samochodowe. Zginął podczas jego z nich (wyścig we Wrangton do Totnes), 22 marca 1922 r. Ponieważ nie pozostawił po sobie synów, wszystkie jego tytuły przejął kuzyn, Granville Eliot, 7. hrabia St Germans.